# Boophis tampoka
Boophis tampoka es una especie de anfibio anuro de la familia Mantellidae.

## Distribución geográfica
Esta especie es endémica de Madagascar. Habita en la Reserva Natural Estricta Tsingy de Bemaraha en el oeste de la isla. Vive en el bosque tropical seco.

## Publicación original
- Köhler, Glaw & Vences, 2008 : A new green treefrog, genus Boophis Tschudi 1838 (Anura Mantellidae), from arid western Madagascar: phylogenetic relationships and biogeographic implications. Tropical Zoology, vol. 20, p. 215-227.[6]